# 마이크 콘리
마이클 ("마이크") 알렉스 콘리 시니어(Michael ("Mike") Alex Conley, Sr., 1962년 10월 5일 ~ )는 세단뛰기와 멀리뛰기를 주종목으로 활약한 전 미국의 육상 선수이다.

## 어린 시절
일리노이주 시카고에서 알렉스와 오라 콘리의 3명의 자식들 중 둘째로 태어났다. 루서 사우스 고등학교에서 그는 농구를 하고, 육상에 나갔다. 주니어 해에 콘리는 농구 팀을 일리노이 클래스 A 주립 선수권으로 이끌었고, 시니어 해에 준우승을 하였다. 육상에서 그는 세단뛰기(1979~81)와 멀리뛰기(1980~81), 그리고 100m와 200m(1981)에서 주립 타이틀을 우승하였다. 또한 1981년 TAC 주니어 국립 육상 선수권 대회에서 그는 세단뛰기 1위와 멀리뛰기 2위를 하였다.
1981년 고등학교를 졸업한 후, 콘리는 자신이 농구와 육상 둘다에 참가한 아칸소 대학교로 육상 장학금을 얻었다. 신입생 해의 후에 농구 코치 에디 서튼은 자신이 콘리의 거대한 가능성을 인정한 육상에 집중하는 데 그에게 용기를 주었다. 하지만, 콘리는 자신의 농구 실력을 유지하여 후에 3회의 FLC 슬램 덩크 경연 대회(1988, 1989, 1992)를 우승하였다.

## 육상 경력
콘리는 실내 멀리뛰기(1984, 1985), 실내 세단뛰기(1983~85), 실외 멀리뛰기(1984, 1985)와 실외 세단뛰기(1984, 1985)를 포함한 16개의 NCAA 타이틀을 우승하였다. 레이저백스의 일원으로서 그는 또한 실외 세단뛰기(1984), 실내 멀리뛰기와 세단뛰기(1985), 실외 멀리뛰기(1985)를 포함한 4개의 TAC 타이틀을 우승하기도 하였다. 또다른 주목할 만할 상연은 1982년 세계 대학 경기에서 세단뛰기 2위, 1984년 하계 올림픽에서 아칸소 주립 대학교의 앨 조이너에 밀려 2위와 1985년 월드컵에서 멀리뛰기 1위를 포함한다.
아칸소 대학교에서 자신의 적격을 완료한 후, 콘리는 지속적으로 멀리뛰기과 세단뛰기에 나갔다. 그는 실외 멀리뛰기(1986), 실내 세단뛰기(1986, 1987, 1992)와 실외 세단 뛰기(1987~89, 1993~95)를 포함한 13개의 TAC 국내 타이틀을 거머쥐었다. 국제적으로 콘리는 1987년 팬아메리칸 게임, 2회의 세계 실내 선수권(1987, 1989), 1989년 월드컵, 1992년 하계 올림픽과 1993년 세계 육상 선수권 대회에서 세단뛰기를 우승하였다. 다른 현저한 그의 세단뛰기 상연들은 1987년과 1991년 세계 육상 선수권 대회에서 각각 2위와 3위, 그리고 1996년 하계 올림픽에서 4위를 포함한다.

## 이후의 생애
콘리는 4명의 자식들을 두었다. 1996년 육상에서 은퇴한 그는 프로 육상 선수들의 권리를 보호하는 데 자신이 프로 육상 협회를 설립한 미국 육상 엘리트 선수군의 국장을 지냈다. 2004년 그는 또한 인디애나 웨슬리언 대학교로부터 비지니스 경영학에서 과학사를 취득하기도 하였다. 동년에 그는 국립 육상 명예의 전당에 헌액되었다.
후에 월드 스포츠 시카고의 국장으로서 그는 시카고를 2016년 하계 올림픽의 유치에 비성공적인 시도를 하였다. 그는 또한 인디애나주 인디애나폴리스의 MMG 스포츠 매니지먼트의 사장을 지내면서 대학 선수들이 이행을 프로 스포츠로 만드는 데 촉진하였다. 그는 NBA와 협상들을 계약하는 데 자신의 아들 마이크 콘리 주니어와 그의 오하이오 주립 대학교 팀의 동료 그레그 오든을 대표하였다.